# Semovente 90/53
Die Semovente 90/53 war ein italienisches Sturmgeschütz und Jagdpanzer des Zweiten Weltkrieges.

## Entwicklungsgeschichte
Nach dem Erfolg der deutschen 8,8 als Panzerabwehrkanone im Westfeldzug 1940, beauftragte das italienische Heer das Rüstungsunternehmen Ansaldo im Januar 1941 mit dem Projekt für eine Selbstfahrlafette zur Flug- und Panzerabwehr auf der Basis der von Ansaldo produzierten 90-mm-Flugabwehrkanone 90/53. Bereits am 10. März legte Ansaldo dem italienischen Generalstab zwei Projekte vor, bei denen die 90/53 einmal auf dem Fahrgestell eines Lastkraftwagen vom Typ Lancia 3Ro und einmal auf dem eines Breda montiert war. Drei Tage danach erteilte man Ansaldo die ersten Aufträge. Noch bevor es zu einem Kriegseinsatz der Automobil-Selbstfahrlafette 90/53 su Lancia 3Ro im Afrikafeldzug kam, erhielt Ansaldo Ende Dezember 1941 den Auftrag, die Selbstfahrlafette als Kettenfahrzeug herzustellen. Mit der Version als Kettenfahrzeug wollte die italienische Heeresleitung eine geeignete Waffe gegen die sowjetischen Panzer an der Ostfront schaffen. Nachdem Ende Januar 1942 die für den Einsatz auf einem Kettenfahrzeug umgebaute Kanone fertig war, wurden Tests auf dem Chassis des Panzer M14/41 durchgeführt. Aus Zeitgründen wurde die aufmontierte 90/53 Kanone nur mit einem Schußschild mit zwei seitlich geneigten Schildern gepanzert und lag auf der Rückseite ungeschützt offen.
Nachdem bereits die Kanone 90/53 zum Teil neu konzipiert werden musste, um sie den neuen Anforderungen anzupassen, musste auch das Chassis des M14/41 wesentlich umgeändert werden. So wurde der ursprünglich im Heck liegende Motor nach vorne verlegt, um Platz für den Geschützaufbau zu schaffen. Das Chassis wurde um 17 cm verlängert und die Federung nach hinten verlegt, um eine bessere Gewichtsverteilung zu erhalten.
Im April 1942 war das Modell reif für die Serienproduktion.
Ansaldo arbeitete auch an einer Ausführung als Flugabwehr-Selbstfahrlafette, von der allerdings nur ein mit September 1942 datiertes Holzmodell erhalten ist.

## Serienproduktion
Die Fahrleistungen auf der Straße und im Gelände waren nach Ansaldo mit denen des M14/41 vergleichbar, auch wenn die Semovente 90/53 etwa eine Tonne mehr wog. Das Modell war auf begleitende Munitionsträger angewiesen, da nur acht Schuss Bereitschaftsmunition mitgeführt werden konnten. In der Literatur werden diesbezüglich meist nur sechs Schuss genannt, was nach Pignato-Cappellano auf einer Fehlinformation beruht, da auf Fotos eindeutig zu erkennen ist, dass der Platz für die Bereitschaftsmunition für acht Granaten ausgelegt war. Ein weiteres Handicap war, dass die Selbstfahrlafette nur Platz für zwei Mann Besatzung bot, für die Bedienung aber zwei weitere Mann vonnöten waren. Des Weiteren war der Befehlsstand in einem gesonderten sogenannten Kommando-Panzer untergebracht.
Als Höchstgeschwindigkeit waren auf der Straße 25 km/h angegeben, auch wenn laut Ansaldo auf ebener Strecke 35 km/h möglich seien, wegen Überhitzungsgefahr des Motors aber davon abgesehen werden solle. Als Munitionsschlepper diente der von Ansaldo umgebaute Panzer L6/40 inklusive Anhängers. Am 23. April 1942 bestätigte Ansaldo die Lieferbereitschaft der ersten zwölf von 30 bestellten Semovente 90/53, inklusiver Munitionsschlepper.

## Einsatz

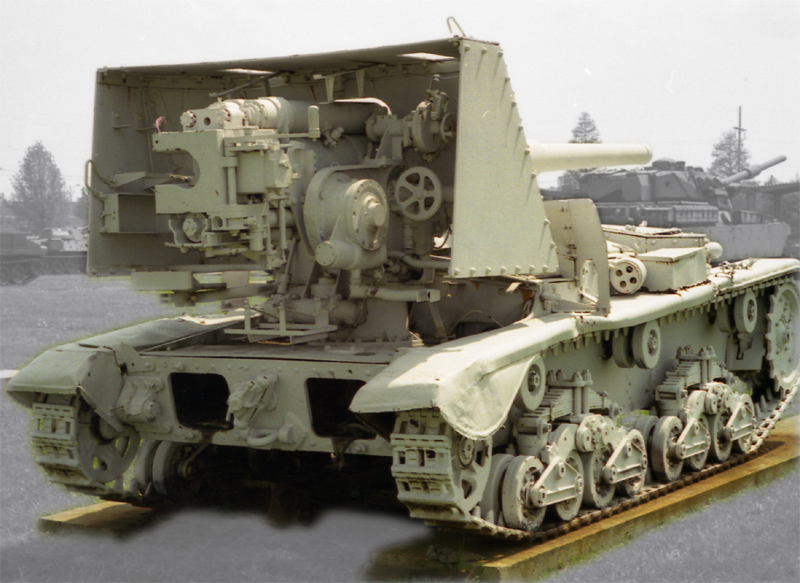
Rückseite des einzig erhaltenen Exemplars der Semovente 90/53. Ausgestellt im United States Army Ordnance Museum bei Aberdeen, US-Bundesstaat Maryland

Das italienische Heer bildete drei Semovente 90/53 Abteilungen, die dem 1., 2. und 15. Artillerieregiment unterstellt waren. Jede Abteilung bestand aus zwei Batterien, einer Munitions- und einer Nachschubeinheit sowie entsprechendem Fahrzeugpark, mit insgesamt fast 370 Mann.
Am 27. April waren die drei Abteilungen Semovente 90/53 wie folgt nummeriert und aufgeteilt: Semovente 90/53 CLXI dem 1. Artillerieregiment, Semovente 90/53 CLXII dem 2. Artillerieregiment und Semovente 90/53 CLXIII dem 15. Artillerieregiment. Alle drei Abteilungen wurde der an der Ostfront stehenden italienischen 8. Armee unterstellt. Eine vom italienischen Oberkommando für Nordafrika gemachte Anfrage für eine Teilunterstellung unter ihr Kommando wurde italienischen Generalstabschef Ugo Cavallero abgewiesen.
Noch vor ihrer Indienststellung wurden die drei Abteilungen zusammengefasst und später in 10. Panzerabwehr-Artillerieregiment Semovente 90/53 (italienisch 10° Reggimento artiglieria controcarro da 90/53) umbenannt. Nach der Ausbildung der Mannschaften auf dem Panzertestgelände der italienischen Armee in Nettuno bei der noch kleinere Verbesserungen durchgeführt wurden, erfolgte die Indienststellung schließlich am 16. August 1942.
Obwohl für den russischen Kriegsschauplatz geplant, kam die Semovente 90/53 dort nicht zum Einsatz. Am 16. Oktober 1942 befahl der italienische Generalstab die Verlegung von 24 Stück nach Sizilien zur italienischen 6. Armee. Die übrigen sechs Stück verblieben als Reserve in Nettuno. Mitte Dezember 1942 war die Verlegung abgeschlossen. Der Befehlsstand des 10. Panzerabwehr-Artillerieregiments befand sich in Porto Empedocle an der sizilianischen Südwestküste. Zum Zeitpunkt der alliierten Invasion Siziliens am 10. Juli 1943 stand das Regiment der 3. US-Infanteriedivision bei Licata gegenüber. Bei einem italienischen Gegenangriff am Morgen des 11. Juli gingen drei Semoventi 90/53 verloren. Weitere wurden im Laufe des Tages bei Abwehrkämpfen zerstört, wobei der US-amerikanische Vorstoß zunächst aufgehalten werden konnte. Nach bestätigten Berichten wurden bei der alliierten Landung allein von der 1. Batterie der CLXI. Abteilung neun US-Panzer vom Typ M4 Sherman außer Gefecht gesetzt. Am 17. Juli waren nur noch vier Stück einsatzbereit. Sie wurden am 23. Juli der 15. Panzergrenadier-Division der Wehrmacht unterstellt. Am 6. August verschossen die drei noch verbliebenen Semoventi ihre letzte Munition. Zwei von ihnen erreichten am 18. August den deutsch-italienischen Brückenkopf in Messina. Der weitere Verbleib ist nicht bekannt, vermutlich wurden sie in Messina von der Besatzung aufgegeben.
Am 24. Juli wurde das Regiment mit der Tapferkeitsmedaille in Gold ausgezeichnet und am 31. August 1943 aufgelöst.
Nach der Verkündung des italienischen Waffenstillstand mit den Alliierten am 8. September 1943 fielen die in Nettuno verbliebenen Semoventi unter der Bezeichnung gepanzerte Selbstfahrlafette 90/53 (i) an die Wehrmacht. Über einen Einsatz bei der Wehrmacht ist nach Pignato-Cappellano nichts bekannt.
Nach anderen Quellen wurden sie als Beutepanzer der Stabskompanie der 26. Panzer-Division zur Verfügung gestellt. Bis Januar 1944 standen sie in den Abruzzen bei Orsogna hinter der Gustav-Linie. Eine auf einem Eisenbahnwaggon verladene Semovente fiel der 5. US-Armee bei der Befreiung Roms im Juni 1944 in die Hände. Einige Exemplare kamen wohl bei der 26. Panzer-Division noch während der alliierten Frühjahrsoffensive 1945 im Raum Bologna zum Einsatz.